# 十枝修
十枝 修（とえだ おさむ、1942年（昭和17年）4月1日 - ）は、日本の教育学者。徳島大学名誉教授。湖南師範大学客員教授。「非核の政府を求める徳島の会」代表。「徳島健康生活協同組合」監事。
東京教育大学卒業。東京都出身。現在は徳島県在住。

## 経歴
東京都出身。1964年、東京教育大学教育学部教育科を卒業。1966年、東京大学大学院教育学研究科修士課程を修了。その後、1968年に徳島大学教育学部の助手、1971年に講師、1983年に教授に就任。1986年、同大学総合科学部教授に就任し、2003年には同大学名誉教授に就任。
2004年に「非核の政府を求める徳島の会」の代表に就任。2006年に徳島健康生活協同組合の監事に就任。2008年には徳島市長選に出馬するが、2選を目指す現職の原秀樹に敗れ、落選。2012年、徳島市長選に2度目の出馬をしたが、現職の原秀樹に再び破れ落選。

## 著書
- 『少年期の教育―市民誕生』（1981年、スホムリンスキー、明治図書）